# A119 (route russe)
Pour les articles homonymes, voir A119.
L'autoroute А119 (russe : Автодорога А119) est une autoroute régionale de l'oblast de Vologda et la république de Carélie en Russie.

## Parcours
L'autoroute commence à Vologda a son croisement de la M8, prend la direction nord-ouest, longe la rive ouest du lac Koubenskoïe puis le Lac Beloïe, passe par Vytegra (323 km), puis s'oriente vers le nord le long de la rive orientale du lac Onega.
Elle traverse Poudoj (436 km) et se termine près de la ville de Medvejiegorsk à son intersection avec l'autoroute R21.
Elle traverse la voie navigable Volga-Baltique.
L'autoroute a une longueur de 636 kilomètres.

## Galerie

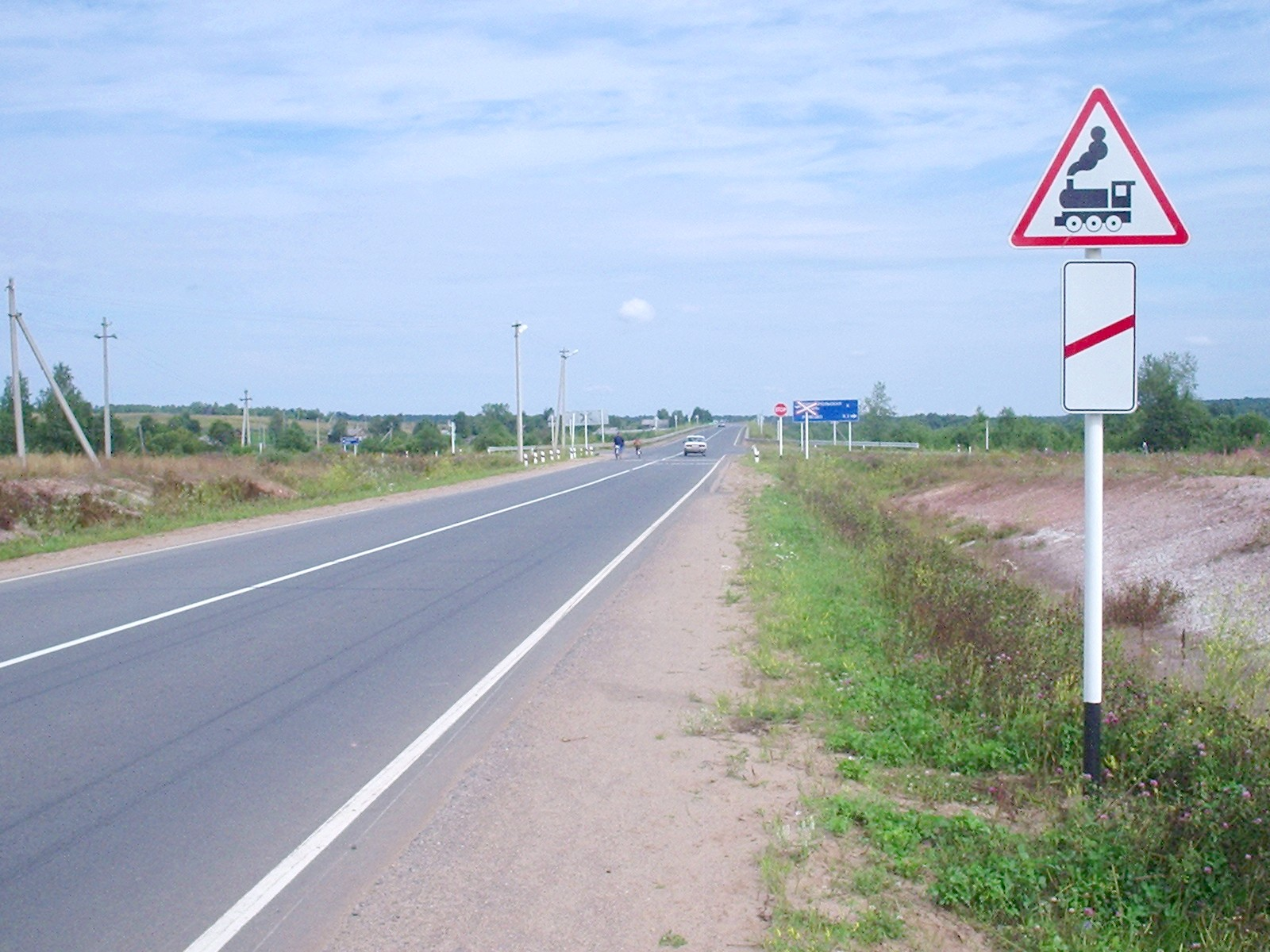
L'autoroute А119 près de Derevyagino.